# Колено Завулоново
Колено Завулоново, Зебулуново (ивр. שֵׁבֶט זְבוּלוּן‎), — одно из колен Израилевых. Согласно Библии, вело свою родословную от Завулона, шестого и последнего из сыновей патриарха Иакова от Лии. При разделе Палестины оно получило от Иисуса Навина лучшую часть земли на её северо-западе между Галилейском озером и Средиземным морем с плодородной равниной и городами Назарет, Кана, Тивериада и др. Племя выделялось воинственностью и храбростью.

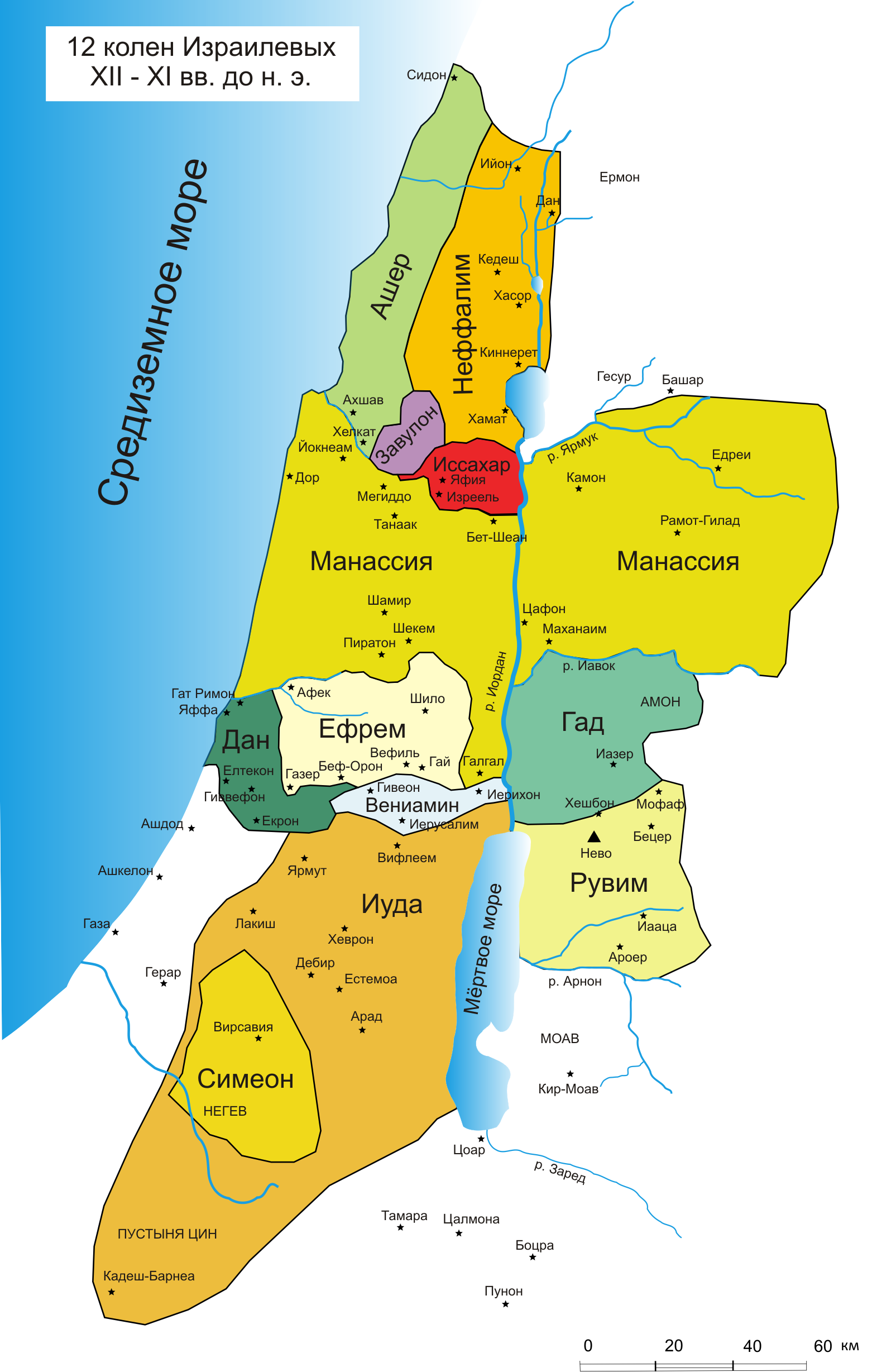
Колена Израилевы

Для христианства земля Завулонова всегда будет иметь особенно высокое значение, как главное место земной деятельности Иисуса Христа. В области колена Завулонова лежали Назарет, Кана Галилейская, Тивериада, гора Фавор.